# Rayvonte Rice
Rayvonte Rice (Champaign, 14 luglio 1992) è un cestista statunitense.